# فریدون موثقی
فریدون موثقی (زادهٔ ۱۲۹۹ در تهران) دیپلمات ایرانی بود. او در سال ۱۳۲۲ به وزارت امور خارجه راه یافت و به مدیرکلی امور اداری، سرکنسولی در مونیخ و سفارت ایران در ترکیه و اردن رسید.
او دورهٔ ابتدایی را در دبستان شرف به پایان رساند و از کاخ آمریکایی دیپلم و از دانشگاه تهران در رشته زبان انگلیسی لیسانس گرفت. نامبرده در سال ۱۳۲۲ در وزارت امور خارجه استخدام شد و در مشاغلی از جمله: دفتر وزارتی، ادارهٔ کارگزینی، دبیر سوم ایران در برن، دبیر سوم و دوم در واشینگتن، ادارهٔ کارگزینی مرکز، معاون ادارهٔ امور مرزی، معاون ادارهٔ سازمان ملل متحد، معاون ادارهٔ کارگزینی، دبیر اول در واشینگتن، رایزن ایران در دهلی، سرکنسول بمبئی، رئیس ادارهٔ چهارم سیاسی، وزیر مختار در واشینگتن، رایزن هیئت نمایندگی ایران در دفتر اروپایی، مدیرکل امور اداری، سفیر ایران در ترکیه، نمایندهٔ وزارت امور خارجه در جلسات کمیته دائمی حفاظت در ساواک و سفیر ایران در اردن خدمت کرد.